# دبلیودی ۰۱۳۷–۳۴۹

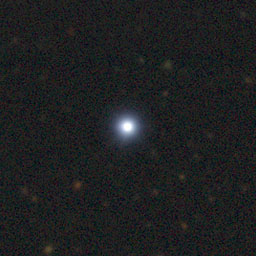
نمایی از ستارهٔ «دبلیودی ۰۱۳۷-۳۴۹»

دبلیودی ۰۱۳۷-۳۴۹ یک ستاره است که در صورت فلکی قرار دارد.